# Jüdischer Friedhof (Radnice)
Koordinaten: 49° 51′ 16,4″ N, 13° 37′ 48,6″ O

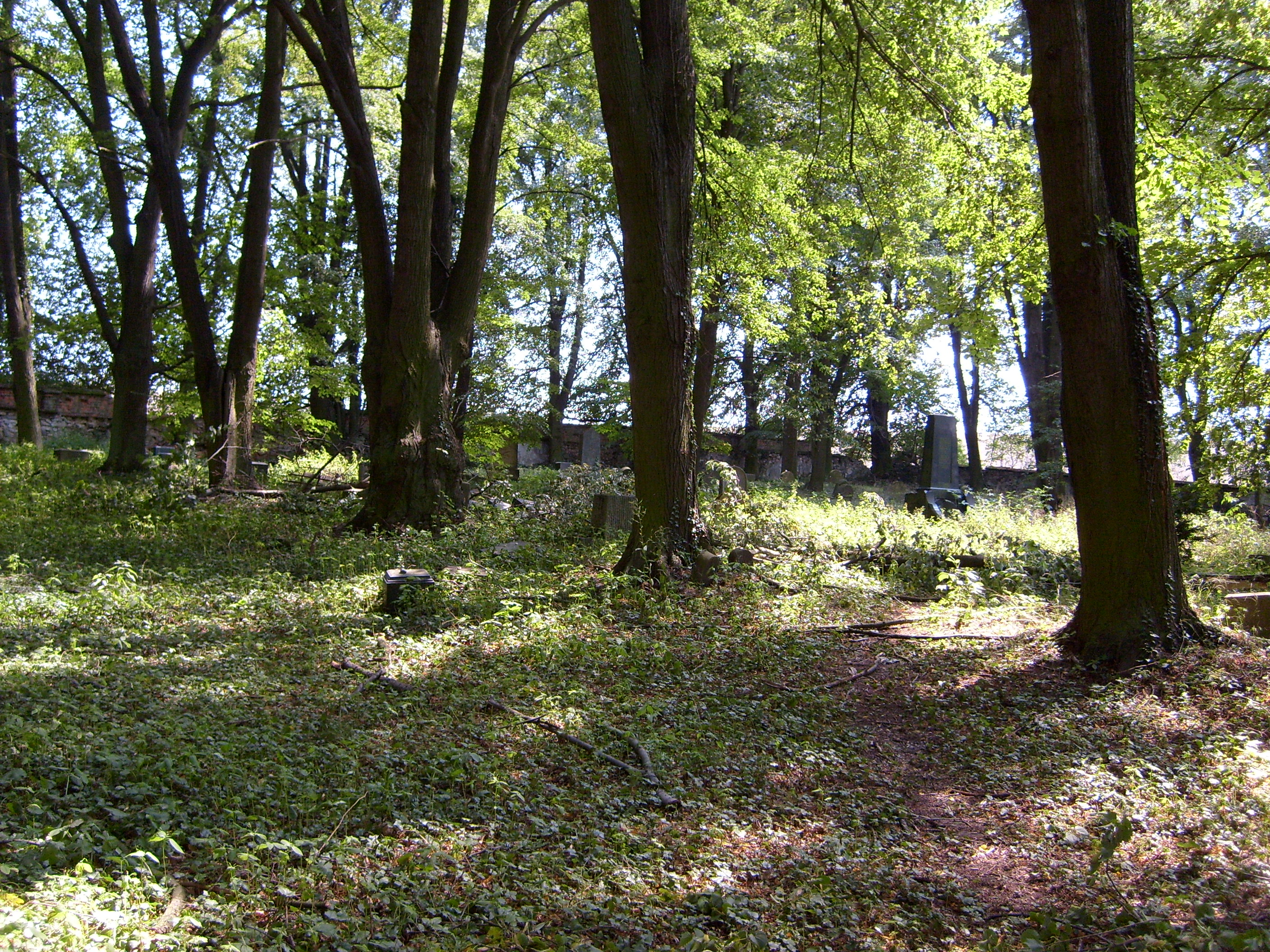
Jüdischer Friedhof in Radnice

Der Jüdische Friedhof in Radnice (deutsch Radnitz), einer Stadt im Plzeňský kraj (Region Pilsen) in Tschechien, wurde im 16. Jahrhundert angelegt. Der jüdische Friedhof ist seit 2011 ein geschütztes Kulturdenkmal.
Die ältesten Grabsteine  auf dem Friedhof stammen aus dem 18. Jahrhundert.